# Edwin, conte di Mercia
Edwin (... – 1071) è stato un nobile anglosassone.

## Biografia
Era figlio di Ælfgar di Mercia e fratello maggiore di Morcar conte di Northumbria. Fu conte dal 1062 fino alla propria morte
Quando nel 1065 suo fratello Morcar venne nominato earl (conte) di Northumbria, Tostig Godwinson venne espulso dalla regione e si diede al saccheggio nelle zone limitrofe. Nel 1066, Tostig arrivò in Mercia, allora governata da Edwin. Edwin, unendo le forze a quelle di Morcar, cacciò Tostig verso la Scozia, dove si alleò con Harald Hardrada.
A capo dell'esercito norvegese di Harald, nello stesso anno Tostig ritornò a sud e sconfisse Edwin e Morcar nella battaglia di Fulford (20 settembre 1066). Solo cinque giorni più tardi, l'armata norvegese venne sconfitta e distrutta a Stamford Bridge da Aroldo Godwinson, fratello di Tostig. Successivamente, Arold venne sconfitto a Hastings da Guglielmo il Conquistatore.
Come il fratello, Edwin non partecipò alla battaglia di Hastings, assenza non citata dalle fonti ma dedotta dal fatto che le sue proprietà erano presenti nel Domesday Book. Invece, divenne sostenitore di Edgardo Atheling. Edgardo era l'ultimo membro della casata del Wessex, ovvero l'unico legittimo erede al regno, ma la sua successione fu brevissima e priva di importanza. Non venne infatti mai incoronato e il sostegno di alcuni nobili anglo-sassoni, specialmente di Edwin e Morcar, era soltanto verbale. Edwin e il fratello, quando i Normanni avanzarono verso nord, invece di contrattaccare decisero di ritirarsi nei propri possedimenti. Successivamente, si sottomisero a Guglielmo.
Secondo Orderico Vitale Guglielmo aveva intenzione di dare in matrimonio una delle figlie proprio a Edwin, ma successivamente vi rinunciò.
Nel 1068 Edwin tentò una ribellione contro i Normanni, ma fu presto soffocata da Guglielmo stesso. Nel 1071, mentre si dirigeva verso la Scozia - forse in cerca di supporti militari - fu tradito dai membri della propria scorta e ucciso.
Edwin è citato nel Domesday Book come Eduin comes, con 113 terreni di sua proprietà, tutti localizzati nello Yorkshire. Il centro delle sue terre si trovava a Gilling West nel North Yorkshire (North Riding), che alla sua morte furono date al conte bretone Alano il Rosso, primo beneficiario dell'Onore di Richmond.